# Qiyaslı
Qiyaslı är en ort i Azerbajdzjan.   Den ligger i distriktet Ağsu Rayonu, i den centrala delen av landet, 120 km väster om huvudstaden Baku. Qiyaslı ligger 65 meter över havet och antalet invånare är 504.
Terrängen runt Qiyaslı är platt åt sydväst, men åt nordost är den kuperad. Närmaste större samhälle är Aghsu, 9,5 km norr om Qiyaslı.
Trakten runt Qiyaslı består till största delen av jordbruksmark. Runt Qiyaslı är det ganska tätbefolkat, med 62 invånare per kvadratkilometer.